# Pyrausta gemmiferalis
Pyrausta gemmiferalis là một loài bướm đêm trong họ Crambidae.